# Kounice (zámek, okres Kutná Hora)
Kounice jsou zámek ve stejnojmenné vesnici u Vlastějovic východně od Zruče nad Sázavou v okrese Kutná Hora ve Středočeském kraji. Zámek byl založen ve druhé polovině šestnáctého století jako vrchnostenské sídlo malého panství Jaroslavem starším Lukaveckým z Lukavce. Po roce 1611 ztratil sídelní funkci, sloužil potřebám správy hospodářského dvora a koncem osmnáctého století byla zámecká budova upravena na byty. Spolu se sousední sýpkou je chráněna jako kulturní památka.

## Historie
Ves Kounice bývala v patnáctém a šestnáctém století součástí různých panství. Před vznikem samostatného kounického statku patřila k Hněvkovicím v držení Bedřicha Lukaveckého z Lukavec. Po otcově smrti se jeho synové roku 1574 rozdělili o majetek, z nějž Kounice a další tři vesnice dostal Jaroslav starší Lukavecký z Lukavce. Za své sídlo si zvolil Kounice, kde založil malý renesanční zámek. První písemná zmínka o zámku pochází z roku 1611 a nachází se ve smlouvě, kterou Jan starší Lukavecký prodal Kounice s příslušenstvím Marii Magdaleně Trčkové z Lípy. Kounice poté byly až do konfiskace trčkovských panství příslušenstvím vlastějovického statku. Přestože tak kounický zámek ztratil sídelní funkci, byl i nadále udržován.
V roce 1636 koupil Vlastějovice s Kounicemi Adrian z Enkenfurtu, ale už následujícího roku je přenechal Ladislavu Burianovi z Valdštejna. Ve druhé polovině sedmnáctého století zámek vlastnil Jan Marek Putz z Adlersthurnu, který pověřil stavitele Vavřince Brtnického, aby budovu přestavěl v barokním slohu pro potřeby správy přilehlého hospodářského dvora.
Dvůr byl na konci osmnáctého století rozparcelován a zámek upraven na byty nových majitelů půdy. Na přelomu devatenáctého a dvacátého století zámek sloužil jako školní budova a ve druhé polovině dvacátého století jej využívalo Jednotné zemědělské družstvo Pertoltice.

## Stavební podoba
Areál dvora se zámkem stojí na jihozápadním okraji vesnice. Z jeho budov jsou památkově chráněny jen zámek (čp. 9) s přilehlou přilehlou sýpkou.
Jednopatrová zámecká budova má půdorys písmena L a mansardovou střechu. Starší a původem renesanční západní křídlo obsahovalo předsíň zaklenutou plackovou klenbou a černou kuchyni v patře (taktéž s plackovou klenbou). Severní trakt křídla je podsklepený. Severní křídlo bylo postaveno při pozdně barokní přestavbě. V přízemí obsahuje dvě místnosti, do nichž se vstupovalo z jižní arkádové chodby tvořené třemi stlačenými oblouky. Přízemní prostory severního křídla mají plackové klenby, zatímco pokoje v patře jsou plochostropé. V jedné z místností rozdělené mladší příčkou se dochovala barokní podlaha s prkny uspořádanými do osmiúhelníku. Na budově jsou patrné fragmenty barokních fasád, nárožní bosování a ploché šambrány oken. Do zdi severního průčelí je vložena pískovcová deska s nápisem „WYSTAWENO GEST OD MYSTA WAWRINCE BRTNICKEHO 1674“. Na budovu přímo navazuje podsklepená sýpka s průčelími v klasicistním stylu a se sedlovou střechou. Vstupuje se do ní pískovcovým neprofilovaným portálem z arkádové chodby.